# Централна провинция (Кения)
Централната провинция на Кения покрива територията около град Ниери, на югозапад от планината Кения. Според преброяването от 1999, населението на провинцията е около 3,7 млн. души. Площта е 13 191 км².

## Климат
Климатът в провинцията е по-хладен, в сравнение с останалата част на Кения, поради относително по-голямата надморска височина. Дъждовните сезони са два - първият от март до май, а вторият през октомври и ноември.

## Главна информация
Централната провинция е основният производител на кафе в Кения и един от основните износители на кафе. Също голяма част от млекопроизводството на Кения се осъществява на територията на провинцията. Районите на централната кенийска провинция са общо 12.